# Hipertökéletes számok
A matematika, azon belül a számelmélet területén egy k-hipertökéletes szám (hyperperfect number) olyan n természetes szám, amire fennáll az n = 1 + k(σ(n)  − n  − 1) egyenlőség – σ(n) az osztóösszeg-függvényt (azaz n összes pozitív osztóját) jelöli. Általánosságban egy szám akkor hipertökéletes, ha valamely pozitív egész k-ra k-hipertökéletes. A hipertökéletes számok a tökéletes számok általánosításai, melyek ebben a felírásban 1-hipertökéletesek.
A k-hipertökéletes számok sorozatának első néhány eleme: 6, 21, 28, 301, 325, 496, 697, 1333, 1909, 2041... (A034897 sorozat az OEIS-ben), a hozzájuk tartozó k értékek pedig: 1, 2, 1, 6, 3, 1, 12, 18, 18, 12... (A034898 sorozat az OEIS-ben). Az első néhány k-hipertökéletes, de nem tökéletes szám pedig: 21, 301, 325, 697, 1333, ... (A007592 sorozat az OEIS-ben).

## Hipertökéletes számok listája
A következő táblázat listázza az első néhány k-hipertökéletes számot néhány k értékre, az OEIS-sorozatszámukkal együtt:
| k      | OEIS    | Néhány ismert k-hipertökéletes szám                                |
| ------ | ------- | ------------------------------------------------------------------ |
| 1      | A000396 | 6, 28, 496, 8128, 33550336, ...                                    |
| 2      | A007593 | 21, 2133, 19521, 176661, 129127041, ...                            |
| 3      |         | 325, ...                                                           |
| 4      |         | 1950625, 1220640625, ...                                           |
| 6      | A028499 | 301, 16513, 60110701, 1977225901, ...                              |
| 10     |         | 159841, ...                                                        |
| 11     |         | 10693, ...                                                         |
| 12     | A028500 | 697, 2041, 1570153, 62722153, 10604156641, 13544168521, ...        |
| 18     | A028501 | 1333, 1909, 2469601, 893748277, ...                                |
| 19     |         | 51301, ...                                                         |
| 30     |         | 3901, 28600321, ...                                                |
| 31     |         | 214273, ...                                                        |
| 35     |         | 306181, ...                                                        |
| 40     |         | 115788961, ...                                                     |
| 48     |         | 26977, 9560844577, ...                                             |
| 59     |         | 1433701, ...                                                       |
| 60     |         | 24601, ...                                                         |
| 66     |         | 296341, ...                                                        |
| 75     |         | 2924101, ...                                                       |
| 78     |         | 486877, ...                                                        |
| 91     |         | 5199013, ...                                                       |
| 100    |         | 10509080401, ...                                                   |
| 108    |         | 275833, ...                                                        |
| 126    |         | 12161963773, ...                                                   |
| 132    |         | 96361, 130153, 495529, ...                                         |
| 136    |         | 156276648817, ...                                                  |
| 138    |         | 46727970517, 51886178401, ...                                      |
| 140    |         | 1118457481, ...                                                    |
| 168    |         | 250321, ...                                                        |
| 174    |         | 7744461466717, ...                                                 |
| 180    |         | 12211188308281, ...                                                |
| 190    |         | 1167773821, ...                                                    |
| 192    |         | 163201, 137008036993, ...                                          |
| 198    |         | 1564317613, ...                                                    |
| 206    |         | 626946794653, 54114833564509, ...                                  |
| 222    |         | 348231627849277, ...                                               |
| 228    |         | 391854937, 102744892633, 3710434289467, ...                        |
| 252    |         | 389593, 1218260233, ...                                            |
| 276    |         | 72315968283289, ...                                                |
| 282    |         | 8898807853477, ...                                                 |
| 296    |         | 444574821937, ...                                                  |
| 342    |         | 542413, 26199602893, ...                                           |
| 348    |         | 66239465233897, ...                                                |
| 350    |         | 140460782701, ...                                                  |
| 360    |         | 23911458481, ...                                                   |
| 366    |         | 808861, ...                                                        |
| 372    |         | 2469439417, ...                                                    |
| 396    |         | 8432772615433, ...                                                 |
| 402    |         | 8942902453, 813535908179653, ...                                   |
| 408    |         | 1238906223697, ...                                                 |
| 414    |         | 8062678298557, ...                                                 |
| 430    |         | 124528653669661, ...                                               |
| 438    |         | 6287557453, ...                                                    |
| 480    |         | 1324790832961, ...                                                 |
| 522    |         | 723378252872773, 106049331638192773, ...                           |
| 546    |         | 211125067071829, ...                                               |
| 570    |         | 1345711391461, 5810517340434661, ...                               |
| 660    |         | 13786783637881, ...                                                |
| 672    |         | 142718568339485377, ...                                            |
| 684    |         | 154643791177, ...                                                  |
| 774    |         | 8695993590900027, ...                                              |
| 810    |         | 5646270598021, ...                                                 |
| 814    |         | 31571188513, ...                                                   |
| 816    |         | 31571188513, ...                                                   |
| 820    |         | 1119337766869561, ...                                              |
| 968    |         | 52335185632753, ...                                                |
| 972    |         | 289085338292617, ...                                               |
| 978    |         | 60246544949557, ...                                                |
| 1050   |         | 64169172901, ...                                                   |
| 1410   |         | 80293806421, ...                                                   |
| 2772   | A028502 | 95295817, 124035913, ...                                           |
| 3918   |         | 61442077, 217033693, 12059549149, 60174845917, ...                 |
| 9222   |         | 404458477, 3426618541, 8983131757, 13027827181, ...                |
| 9828   |         | 432373033, 2797540201, 3777981481, 13197765673, ...                |
| 14280  |         | 848374801, 2324355601, 4390957201, 16498569361, ...                |
| 23730  |         | 2288948341, 3102982261, 6861054901, 30897836341, ...               |
| 31752  | A034916 | 4660241041, 7220722321, 12994506001, 52929885457, 60771359377, ... |
| 55848  |         | 15166641361, 44783952721, 67623550801, ...                         |
| 67782  |         | 18407557741, 18444431149, 34939858669, ...                         |
| 92568  |         | 50611924273, 64781493169, 84213367729, ...                         |
| 100932 |         | 50969246953, 53192980777, 82145123113, ...                         |

Megmutatható, hogy ha k > 1 páratlan egész szám és p = (3k + 1) / 2, q = 3k + 4 prímszámok, akkor p²q egy k-hipertökéletes szám; Judson S. McCranie 2000-es sejtése szerint páratlan k > 1 számokra az összes k-hipertökéletes szám ilyen alakú, de ezt még nem sikerült igazolni. Belátható továbbá, hogy ha p ≠ q páratlan prímek és k olyan egész szám, amire k(p + q) = pq - 1, akkor pq k-hipertökéletes.
Megmutatható továbbá az is, hogy ha k > 0 és p = k + 1 prímszám, akkor minden i > 1-re, amire q = pi − p + 1 prímszám, az n = pi − 1q szám k-hipertökéletes. A következő táblázat listázza az ismert k és a hozzátartozó i értékeket, amire n k-hipertökéletes:
| k   | OEIS    | i érték                       |
| --- | ------- | ----------------------------- |
| 16  | A034922 | 11, 21, 127, 149, 469, ...    |
| 22  |         | 17, 61, 445, ...              |
| 28  |         | 33, 89, 101, ...              |
| 36  |         | 67, 95, 341, ...              |
| 42  | A034923 | 4, 6, 42, 64, 65, ...         |
| 46  | A034924 | 5, 11, 13, 53, 115, ...       |
| 52  |         | 21, 173, ...                  |
| 58  |         | 11, 117, ...                  |
| 72  |         | 21, 49, ...                   |
| 88  | A034925 | 9, 41, 51, 109, 483, ...      |
| 96  |         | 6, 11, 34, ...                |
| 100 | A034926 | 3, 7, 9, 19, 29, 99, 145, ... |

## Hiperhiányosság
A hipertökéletes számok kapcsán bevezethető új matematikai fogalom a hiperhiányosság (hyperdeficiency).
Definíció (Minoli 2010): Bármely pozitív egész n-re és egész k-ra, az n szám  k-hiperhiányossága (vagy egyszerűen hiperhiányossága):
```
   δ
k
(n) = n(k+1) +(k-1) –kσ(n)
```

Egy n szám akkor k-hiperhiányos, ha δk(n) > 0.
Vegyük észre, hogy k=1-re δ1(n)= 2n–σ(n), ami éppen a hiányosság hagyományos definíciója.
Lemma: Egy n szám akkor és csak akkor  k-hipertökéletes (beleértve a k=1 esetet), ha n k-hiperhiányossága, azaz δk(n) = 0.
Lemma: Egy n szám akkor és csak akkor k-hipertökéletes (beleértve a k=1 esetet), ha valamely k-ra δk-j(n) = -δk+j(n) legalább egy j > 0 esetben.

### Cikkek
- Minoli, Daniel & Bear, Robert (Fall 1975), "Hyperperfect numbers", Pi Mu Epsilon Journal 6 (3):  153–157.
- Minoli, Daniel (Dec 1978), "Sufficient forms for generalized perfect numbers", Annales de la Faculté des Sciences UNAZA 4 (2):  277–302.
- Minoli, Daniel (Feb 1981), "Structural issues for hyperperfect numbers", Fibonacci Quarterly 19 (1):  6–14.
- Minoli, Daniel (April 1980), "Issues in non-linear hyperperfect numbers", Mathematics of Computation 34 (150):  639–645, DOI 10.2307/2006107.
- Minoli, Daniel (October 1980), "New results for hyperperfect numbers", Abstracts of the American Mathematical Society 1 (6):  561.
- Minoli, Daniel & Nakamine, W. (1980), "Mersenne numbers rooted on 3 for number theoretic transforms", International Conference on Acoustics, Speech, and Signal Processing.
- McCranie, Judson S. (2000), "A study of hyperperfect numbers", Journal of Integer Sequences 3, <http://www.math.uwaterloo.ca/JIS/VOL3/mccranie.html>. Hozzáférés ideje: 2004-05-24 Archiválva 2004. április 5-i dátummal a Wayback Machine-ben.
- te Riele, Herman J.J. (1981), "Hyperperfect numbers with three different prime factors", Math. Comp. 36:  297–298, DOI 10.1090/s0025-5718-1981-0595066-9.
- te Riele, Herman J.J. (1984), "Rules for constructing hyperperfect numbers", Fibonacci Q. 22:  50-60.

### Könyvek
- Daniel Minoli, Voice over MPLS, McGraw-Hill, New York, NY, 2002, ISBN 0-07-140615-8 (p. 114-134)